# Miss Cile
Miss Cile, ufficialmente Miss Cile per Miss Universo, è un concorso di bellezza che si tiene annualmente sin dal 1952, sebbene con alcune interruzioni nel corso degli anni. La vincitrice del concorso viene selezionata fra un gruppo di delegate provenienti da vari paesi del Cile, ed ha la possibilità di partecipare a Miss Universo.
Il franchising Miss Cile per Miss Universo appartiene a Luciano Marocchino, che però non ha più inviato alcuna rappresentante cilena a Miss Universo dal 2007 ad oggi, benché sia confermata la presenza del Cile per Miss Universo 2011.

## Albo d'oro
| Anno | Vincitrice                         | Provenienza       | Piazzamento a Miss Universo      |
| ---- | ---------------------------------- | ----------------- | -------------------------------- |
| 1952 | Esther Saavedra Yoacham            | Santiago del Cile |                                  |
| 1954 | Gloria Leguisos Mesina             | Tocopilla         | Semifinalista                    |
| 1955 | Rosita Merello Catalán             | Antofagasta       |                                  |
| 1956 | Concepción Obach Chacana           | Santiago del Cile |                                  |
| 1958 | Raquel Molina Urrutia              | Quilpué           | Semifinalista                    |
| 1960 | Marinka Pohlhammer Espinoza        | Santiago del Cile |                                  |
| 1961 | Gloria Silva Escobar               | Santiago del Cile | Semifinalista                    |
| 1964 | Patricia Herrera Cigna             | Viña del Mar      |                                  |
| 1966 | Stella Dunnage Roberts             | Concepción        |                                  |
| 1967 | Ingrid Vila Riveros                | Antofagasta       |                                  |
| 1968 | Dánae Sala Sarradell               | Santiago del Cile | Semifinalista                    |
| 1969 | Mónica Larson Teuber               | Santiago del Cile | Semifinalista                    |
| 1970 | Soledad Errázuriz García-Moreno    | Santiago del Cile |                                  |
| 1972 | Consuelo Fernández De Olivares     | Santiago del Cile |                                  |
| 1973 | Wendy Robertson Cleary             | Santiago del Cile | Miss Congeniality                |
| 1974 | Rebeca González Ramírez            | Santiago del Cile |                                  |
| 1975 | Raquel Argandoña De la Fuente      | Santiago del Cile |                                  |
| 1976 | María Verónica Sommers             | Valdivia          | Semifinalista                    |
| 1977 | Priscilla Brenner Conrad           | Santiago del Cile |                                  |
| 1978 | Marianne Müller Prieto             | Santiago del Cile | Semifinalista (7ª classificata)  |
| 1979 | María Cecilia Serrano Gildemeister | Santiago del Cile |                                  |
| 1980 | María Gabriela Campusano Puelma    | Viña del Mar      |                                  |
| 1981 | María Soledad Hurtado Arellano     | Viña del Mar      |                                  |
| 1982 | Jenny Purto Arab                   | Melipilla         |                                  |
| 1983 | María Josefa Isensee Ugarte        | Santiago del Cile |                                  |
| 1984 | Carol Bähnke Muñoz                 | Viña del Mar      |                                  |
| 1985 | Claudia Van Sint Jan Del Pedregal  | San Fernando      | Semifinalista (8ª classificata)  |
| 1986 | Mariana Villasante Aravena         | Santiago del Cile | Semifinalista (9ª classificata)  |
| 1987 | Cecilia Carolina Bolocco Fonck     | Santiago del Cile | Vincitrice                       |
| 1988 | Verónica Romero Carvajal           | Viña del Mar      |                                  |
| 1989 | Macarena Mina Garachena            | Santiago del Cile | Semifinalista (10ª classificata) |
| 1990 | Uranía Haltenhoff Nikiforos        | Antofagasta       | Finalista: Top 6                 |
| 1991 | Cecilia Alfaro Navarrete           | Santiago del Cile |                                  |
| 1992 | Marcela Vacarezza Etcheverry       | Santiago del Cile |                                  |
| 1993 | Savka Pollak Tomasevic             | Santiago del Cile |                                  |
| 1994 | Constanza Barbieri Sanz            | Santiago del Cile |                                  |
| 1995 | Paola Falcone Bacigalupo           | Santiago del Cile |                                  |
| 1996 | Andrea L'Huillier Troncoso         | Santiago del Cile |                                  |
| 1997 | Claudia Delpín                     | Iquique           |                                  |
| 1998 | Claudia Arnello Reynolds           | Santiago del Cile |                                  |
| 1999 | Andrea Muñoz Sessarego             | Santiago del Cile |                                  |
| 2000 | Francesca Sovino Parra             | Quillota          |                                  |
| 2001 | Carolina Gámez Gallardo            | Santiago del Cile |                                  |
| 2002 | Nicole Rencoret Ladrón de Guevara  | Santiago del Cile |                                  |
| 2004 | Gabriela Barros Tapia              | Viña del Mar      | Semifinalista (12ª classificata) |
| 2005 | Renata Ruiz Pérez                  | Santiago del Cile |                                  |
| 2006 | Belén Montilla Torreblanca         | Santiago del Cile |                                  |
| 2011 | Vanessa Ceruti Vásquez             | Santiago del Cile |                                  |
| 2012 | Ana Luisa König Browne             | Santiago del Cile |                                  |
| 2013 | María Jesús Matthei Molina         | Santiago del Cile |                                  |
| 2014 | Hellen Marlene Toncio              | Rancagua          |                                  |
| 2015 | María Belén Jerez Spuler           | Viña del Mar      |                                  |

## Delegate del Cile per altri concorsi internazionali

### Miss Mondo Cile

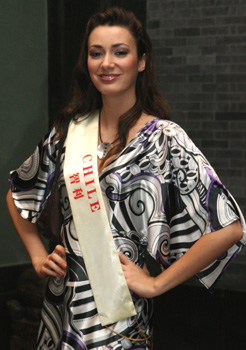
Bernadita Zuniga, Miss Mondo Cile 2007.

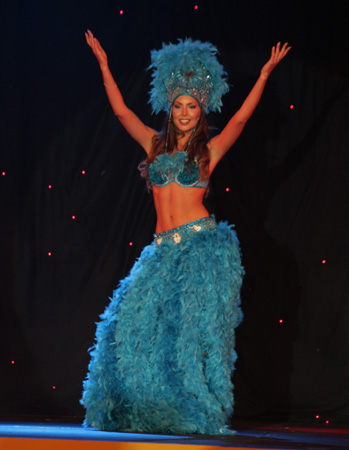
Nataly Chilet, Miss Mondo Cile 2008.

| Anno | Miss Mondo Cile                     | Provenienza       | Piazzamento   |
| ---- | ----------------------------------- | ----------------- | ------------- |
| 1963 | María Pilar Aguirre Gómez           | Valparaíso        |               |
| 1966 | Amelia Galaz Cortés                 | Santiago del Cile |               |
| 1967 | Margarita Verónica Téllez Gabella   | Santiago del Cile | Semifinalista |
| 1968 | Carmen Smith                        | Santiago del Cile |               |
| 1969 | Ana María Nazar Mayor del Arco      | Santiago del Cile |               |
| 1976 | María Cristina Granzow Cartagena    | Santiago del Cile |               |
| 1977 | Annie Marie Garling Vial            | Santiago del Cile |               |
| 1978 | María Trinidad Sepúlveda Pavón      | Santiago del Cile |               |
| 1979 | Mariela Verónica Toledo Rojas       | Santiago del Cile |               |
| 1981 | Susanna Bravo Indo                  | Viña del Mar      |               |
| 1982 | Mariana Margarita Reinhardt Lagos   | Santiago del Cile |               |
| 1983 | Gina Alejandra Rovira Beyris        | Santiago del Cile |               |
| 1984 | María Soledad García Leinenweber    | Santiago del Cile |               |
| 1985 | Lydia Ana Labarca Birke             | Santiago del Cile |               |
| 1986 | Margot Elena Fuenzalida Montt       | Santiago del Cile |               |
| 1987 | Yasna Angélica Vukasovic Álvarez    | Punta Arenas      |               |
| 1988 | María Francisca Aldunate Sanhueza   | Santiago del Cile |               |
| 1989 | Claudia Bahamondes Celis            | Santiago del Cile |               |
| 1990 | María Isabel Jara Pizarro           | Santiago del Cile |               |
| 1991 | Carolina Beatriz Michelson Martínez | Santiago del Cile |               |
| 1992 | Paula Caballero Fernández           | Santiago del Cile |               |
| 1993 | Jéssica Miroslava Eterovic Pozas    | Punta Arenas      |               |
| 1994 | Yulissa Macarena del Pino Pinochet  | Santiago del Cile |               |
| 1995 | Tonka Tomicic Petric                | Santiago del Cile |               |
| 1996 | Luz Francisca Valenzuela Höllzer    | Santiago del Cile |               |
| 1997 | Paulina Mladinic Zorzano            | Viña del Mar      |               |
| 1998 | Daniella Andrea Campos Lathrop      | Santiago del Cile | Semifinalista |
| 1999 | María Lissette Sierra Ocayo         | Arica             |               |
| 2000 | Isabel Bawlitza Muñoz               | Linares           | Semifinalista |
| 2001 | Christianne Balmelli Fournier       | Temuco            |               |
| 2002 | Daniela Sofía Casanova Müller       | Viña del Mar      |               |
| 2003 | Patricia Alejandra Soler Artigues   | La Serena         |               |
| 2004 | Verónica Paz Roberts Olcay          | Santiago del Cile |               |
| 2006 | Constanza Silva Aguayo              | Santiago del Cile |               |
| 2007 | Bernardita Zúñiga Huesbe            | Viña del Mar      |               |
| 2008 | Nataly Chilet Bustamante            | Santiago del Cile |               |
| 2011 | Gabriela Pulgar Luco                |                   | Top 20        |
| 2012 | Camila Recabarren Adaros            |                   | Top 10        |
| 2013 | Camila Andrade Mora                 |                   | Top 33        |
| 2015 | Fernanda Andrea Sobarzo Aguilera    |                   |               |

### Miss Terra Cile

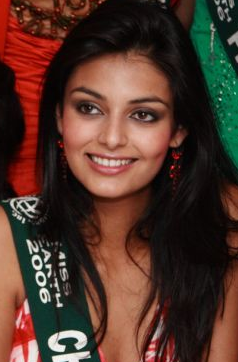
Hil Hernández, Miss Terra 2006.

| Anno | Miss Terra Cile                  | Provenienza       | Piazzamento   |
| ---- | -------------------------------- | ----------------- | ------------- |
| 2002 | Nazhla Abad González             | Talca             | Semifinalista |
| 2003 | Carolina Salazar                 | Santiago del Cile |               |
| 2004 | Erika Niklitschek Schmidt        | Viña del Mar      |               |
| 2005 | Nataly Nadeska Chilet Bustamante | Santiago del Cile | Finalista     |
| 2006 | Hil Hernández Escobar            | Castro            | Vincitrice    |
| 2010 | Pamela Soprani Reyes             | Santiago del Cile |               |
| 2011 | Camila Stuardo                   |                   |               |
| 2013 | Natalia Lermanda                 | Santiago del Cile | Top 16        |
| 2014 | Catalina Cáceres                 | Santiago del Cile |               |
| 2015 | Natividad Leiva                  | Providencia       | Top 8         |

### Miss International Cile
| Anno | Miss International Cile                 | Provenienza       | Piazzamento   |
| ---- | --------------------------------------- | ----------------- | ------------- |
| 1965 | Matilde Erika Von Saint-George González | Valparaíso        |               |
| 1970 | Berta Goldsmith                         |                   |               |
| 1971 | Alicia Vicuña                           |                   |               |
| 1973 | Ethel Klenner Rodríguez                 | Concepción        |               |
| 1974 | María del Carmen Bono                   |                   |               |
| 1975 | Ana María Papic Marinovic               |                   |               |
| 1976 | María Antonieta Roselló                 |                   |               |
| 1977 | Silvia Ebner Cataldo                    |                   |               |
| 1978 | María Verónica Toledo Rojas             | Santiago del Cile |               |
| 1979 | Paulina Quiroga                         | Santiago del Cile |               |
| 1980 | Mónica Salinas Ruiz                     | Santiago del Cile | Semifinalista |
| 1996 | Alexandra de Grenade Errázuriz          | Santiago del Cile |               |
| 2001 | Paula Orchard Gremler                   | Santiago del Cile | Semifinalista |
| 2003 | Christianne Balmelli Fournier           | Temuco            |               |
| 2004 | Francisca Valenzuela Rendic             | La Serena         |               |
| 2007 | Marie Ann Salas Gorboi                  | Santiago del Cile | Semifinalista |
| 2010 | Tanya Del Solar Prussing                | Santiago del Cile |               |
| 2014 | Tania Dahuabe                           | Santiago del Cile |               |